# Niech bestia zdycha (film)
Niech bestia zdycha (fr. Que la bete meure, wł. Uccidero un uomo) – francusko-włoski thriller psychologiczny z 1969 roku w reżyserii Claude’a Chabrola. Adaptacja powieści Nicholasa Blake’a z 1938 roku pod tym samym tytułem.

## Fabuła
Pewien chłopiec ginie w wypadku samochodowym, śmiertelnie potrącony przez pirata drogowego. Jego zrozpaczony ojciec postanawia na własną rękę odszukać zabójcę i zabić go. Dochodzi do wniosku, że skoro poszukiwania policji nie dały żadnych wyników, sprawca musi być mechanikiem samochodowym lub właścicielem warsztatu samochodowego. Na własną rękę zaczyna przeszukiwać okoliczne warsztaty w poszukiwaniu rozbitego wozu lub jego części. Nie posiada zbyt wielu informacji, więc jego działania są zupełnie bezowocne. Nieoczekiwanie z pomocą przychodzi mu przypadek. Kiedy jego auto grzęźnie na wiejskiej drodze, od okolicznego farmera dowiaduje się, że podobne zdarzenie kilka miesięcy wcześniej przytrafiło się już innemu kierowcy. Farmer zapamiętał, że było to dokładnie w dniu kiedy został przejechany syn Charlesa. Samochód miał uszkodzony błotnik, a syn farmera w towarzyszącej kierowcy kobiecie rozpoznał znaną prezenterkę telewizyjną imieniem Helene. Dzięki tym informacjom Charlesowi udaje się odnaleźć prezenterkę i udając zainteresowanego nią mężczyznę nawiązać z kobietą bliską znajomość. Wkrótce potem dowiaduje się od niej, że jej szwagier Paul jest właścicielem dużego warsztatu samochodowego w okolicy w której mieszka. Charles namawia Helene na wspólną wizytę u szwagra. Jest to dość zamożny człowiek, posiadający dużą rezydencję i duży biznes. Jest to jednak prostak i despota znienawidzony przez członków własnej rodziny. Poniża swoją żonę Jeanne i syna Philippe. Charles planuje wypłynąć w morze na wynajętym jachcie i tam utopić nieumiejącego pływać Paula, pozorując wypadek. Nie docenia jednak sprytu Paula – ten dowiaduje się o jego planach i jego przeszłości z notesu w którym notował on wszystkie swoje poczynania. Paul grożąc mu bronią informuje Charlesa, że jeśli mu się coś stanie notes trafi w ręce policji. Charles rozumie, że Paul ma go w ręku i nic nie może zrobić. Wraz z Helene opuszcza rezydencję. Gdy zatrzymuje się po drodze w przydrożnej oberży, z lokalnej telewizji dowiaduje się, że Paul nie żyje otruty. Charles natychmiast powraca wraz z Helene do rezydencji Paula. Tam z racji jego notatek którymi dysponuje policja, staje się głównym podejrzanym. Podczas przesłuchania, które zmierza do postawienia Charlesa w stan oskarżenia, na komisariacie  policji zjawia się syn Paula – Philippe. Chłopak przyznaje się do zabójstwa swojego znienawidzonego ojca, dostarcza butelkę z lekarstwem, które zażywał regularnie jego ojciec i do której dodał wcześniej trucizny, wyjawia szczegóły zabójstwa.

## Obsada
- Michel Duchaussoy – Charles Thenier
- Caroline Cellier – Helene Lanson
- Jean Yanne – Paul Decourt
- Anouk Ferjac – Jeanne Decourt
- Marc Di Napoli – Philippe Decourt
- Guy Marly – Jacques Ferrand
- Lorraine Rainer – Anna Ferrand
- Louise Chevalier – madame Levenes
- Dominique Zardi – inspektor policji
- Maurice Pialat – komisarz policji
- Stephane Di Napoli – syn Charlesa
- Jean-Louis Maury – farmer
- Raymone – matka Paula
- Robert Rondo – mechanik w warsztacie
- Jacques Masson – syn farmera
- Bernard Papineau – policjant
- Michel Charrel – pracownik złomowiska

## Odbiór
Film spotkał się z uznaniem krytyków, którzy podkreślali mistrzostwo jego realizacji, wzorowane na najlepszych dziełach francuskich i amerykańskich. Obraz uznano za "jedno ze sztandarowych dzieł Claude'a Chabrola, wzór gatunku", "niemoralny thriller", krytykujący panujące w świecie drobnomieszczańskim stosunki, podporządkowane fałszywej moralności. W rankingu popularnego, filmowego serwisu internetowego Rotten Tomatoes, obraz posiada obecnie (2021) wysoką, 88-procentową, pozytywną ocenę „czerwonych pomidorów”. Film okazał się być również sukcesem kasowym – tylko we francuskich kinach miał ponad milionową widownię.